# Sito Alonso
Alfonso Alonso Blasco (Madrid, 4 de diciembre de 1975) más conocido como Sito Alonso, es un entrenador de baloncesto español. Actualmente es entrenador del UCAM Murcia Baloncesto de la Liga Endesa.

## Trayectoria
Madrileño de nacimiento y aragonés de adopción. Empezó a entrenar a la edad de 11 años en Compañía de María de Zaragoza. Pasando por C.N. Helios en las funciones de entrenador y coordinador técnico.
En 1999 ficha como entrenador del Cosehisa Monzón de Liga E.B.A., logrando en el club montisonense los mejores resultados de su historia, hasta que recibe la llamada del Joventut de Badalona para hacerse cargo del C.B.Prat equipo vinculado del club verdinegro. Tras un año en el equipo pratense Sito ocupa durante 3 años el banquillo del Joventut de Badalona como entrenador ayudante de Aito García Reneses. Tras este periplo Aito decide marchar a la selección nacional y el Joventut de Badalona da a Sito la oportunidad de ser el entrenador jefe del Joventut de Badalona a sus 31 años. Tras una buena primera temporada, seis derrotas consecutivas en su segundo desencadena su destitución.
En 2011 el GBC de San Sebastián le ficha, y en su primera temporada baten todos los récords históricos del club, logrando a nivel personal el premio ANTONIO DÍAZ MIGUEL como mejor entrenador de la temporada. Tras finalizar su contrato ficha por Bilbao Basket por dos temporadas, ampliadas a cinco tras el final de la primera. En el final de la segunda temporada Sito rompe de manera unilateral el contrato que le une a Bilbao Basket, fichando para la siguiente temporada por el Baskonia. En el club vitoriano permanece un año, alcanzando las semifinales de Copa del Rey,Liga y clasificando al equipo para el play-off de la Euroliga. 
Baskonia y Sito Alonso llegan a un acuerdo para que el entrenador madrileño fiche por el FCBarcelona para las dos siguientes temporadas. Tras clasificar como cabeza de serie en la copa del rey al club azulgrana y no conseguir buenos resultados en euroliga es destituido.
El 8 de junio de 2018 se oficializa su fichaje por el KK Cedevita croata por dos temporadas y una tercera opcional. Aunque a los 35 días como entrenador del club fue cesado junto con varios directivos.
El 28 de enero de 2019, se hace oficial su regreso a la Liga Endesa para entrenar al UCAM Murcia Baloncesto hasta el final de la temporada.

## Trayectoria Deportiva

### Club
- 1987/88: Entrenador Escuela Compañía de María (Zaragoza)
- 1988/89: Entrenador Alevín Femenino Banco Zaragozano
- 1989/90: Entrenador Alevín Masculino CN Helios Zaragoza
- 1990/91: Entrenador Infantil Femenino CN Helios Zaragoza
- 1991/92: Entrenador Cadete Masculino CN Helios Zaragoza
- 1991/92: Coordinador Categorías Base CN Helios Zaragoza
- 1993/97: Entrenador y Coordinador Categorías Base Monzón (Huesca)
- 1997/99: 2º Entrenador Cosehisa Monzón-Liga EBA. Entrenador y Coordinador la cantera.
- 1999/00: Entrenador Cosehisa Monzón Liga EBA-Coordinador Base
- 2000/04: Entrenador Cosehisa Monzón Liga EBA-Coordinador Base
- 2004/05: CB Prat. Liga EBA.
- 2005/08: Entrenador Ayudante DKV Joventut (Liga ACB).
- 2008/10: Entrenador DKV Joventut (Liga ACB) hasta el 3 de marzo de 2010.
- 2011/14: Entrenador Lagun Aro Gipuzkoa Basket (Liga ACB).
- 2014/16: Entrenador Bilbao Basket (Liga ACB).
- 2016/17: Entrenador Saski Baskonia (Liga ACB).
- 2017/18: Entrenador Fútbol Club Barcelona (Liga ACB).
- 2018: Entrenador KK Cedevita (A1 Liga)
- 2019/Actualidad: UCAM Murcia Baloncesto (Liga ACB).

## Selección nacional
- 2013:  U-20 Tallin 2013, Medalla de Bronce
- 2014:  Mundial España 2014

## Palmarés
- Campeón FIBA EuroCup con DKV Joventut en 2006.
- Campeón Liga Catalana con DKV Joventut en 2006.
- Campeón de Copa Aragón Liga Eba (1999, 2002 y 2003).
- 2004/05: Campeón Grupo C Liga EBA.
- Bronce Europeo de Tallin (2014) U20

## Otros méritos
- 1999/00: Mejor entrenador de Aragón (Radios).
- 2003: Premio “Reconocimiento al trabajo”. Medios de Comunicación del Alto Aragón.
- 2006: Seleccionador Absoluto de Aragón en partido oficial contra Japón.
- 2006: Mejor entrenador de Aragón.
- 2012: Premio ANTONIO DÍAZ MIGUEL, mejor entrenador AEEB de la temporada 2011/12